# Kajiwara Kagesue
Kajiwara Kagesue est un nom japonais traditionnel ; le nom de famille (ou le nom d'école), Kajiwara, précède donc le prénom (ou le nom d'artiste).
Kajiwara Kagesue (梶原景季, 1162-6 février 1200) est un samouraï japonais au service du clan Minamoto pendant la guerre de Genpei.

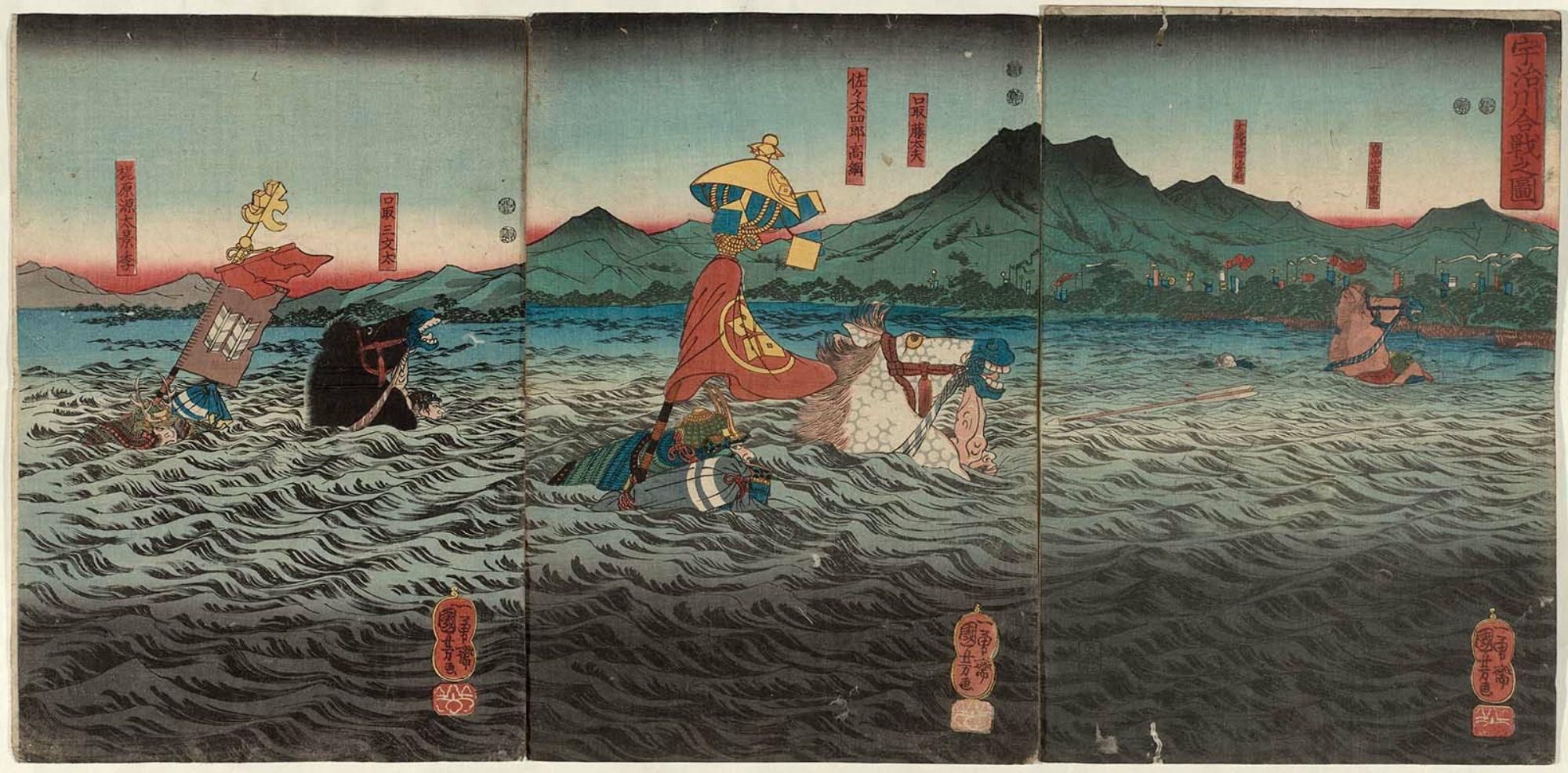
Sasaki Takatsuna, Kajiwara Kagesue et Hatakeyama Shigetada traversent la rivière Uji avant la bataille d'Uji, dans une œuvre de Utagawa Kuniyoshi.

Il est surtout connu pour sa concurrence amicale avec Sasaki Takatsuna. Lors de la deuxième bataille d'Uji, lui et Sasaki ont fait la course pendant qu'ils traversaient la rivière Uji sur leurs chevaux pour aller au combat. Kajiwara montait Surusumi, le cheval noir du shogun Minamoto no Yoritomo. Au début de la course, Kajiwara était devant, mais il s'arrête lorsque Sasaki lui annonce que sa selle s'est défaite. Ce dernier a alors continué à traverser le fleuve mais cette fois-ci en première place.

### Source de la traduction
- (en) Cet article est partiellement ou en totalité issu de l’article de Wikipédia en anglais intitulé « Kajiwara Kagesue » (voir la liste des auteurs).